# Кастанье, Жан-Батист
Жан-Бати́ст Кастанье́ (фр. Jean-Baptiste Castanier M.E.P., 7.01.1877 г., Франция — 12.03.1943 г., ?) — католический прелат, епископ Осаки с 6 июля 1918 года по 29 ноября 1940 год, член миссионерской конгрегации «Парижское общество заграничных миссий».

## Биография
23 сентября 1899 года Жан-Батист Кастанье был рукоположён в священника в миссионерской конгрегации «Парижское общество заграничных миссий», после чего он был отправлен на миссию на Дальний Восток.
6 июля 1918 года Римский папа Бенедикт XV назначил Жана-Батиста Кастанье епископом Осаки. 29 августа 1918 года состоялось рукоположение Жана-Батиста Кастанье в епископа, которое совершил епископ Сен-Флура Поль-Огюст Лекёр в сослужении с епископом Каора Жозе-Люсьеном Жирэ и титулярным епископом Титополиса Пьером Вердьером.
29 ноября 1940 года Жан-Батист Кастанье подал в отставку и в этот же день Святой Престол назначил его титулярным епископом Зенополиса Изуарского.
Скончался 12 марта 1943 года.